# Ego-Dokument

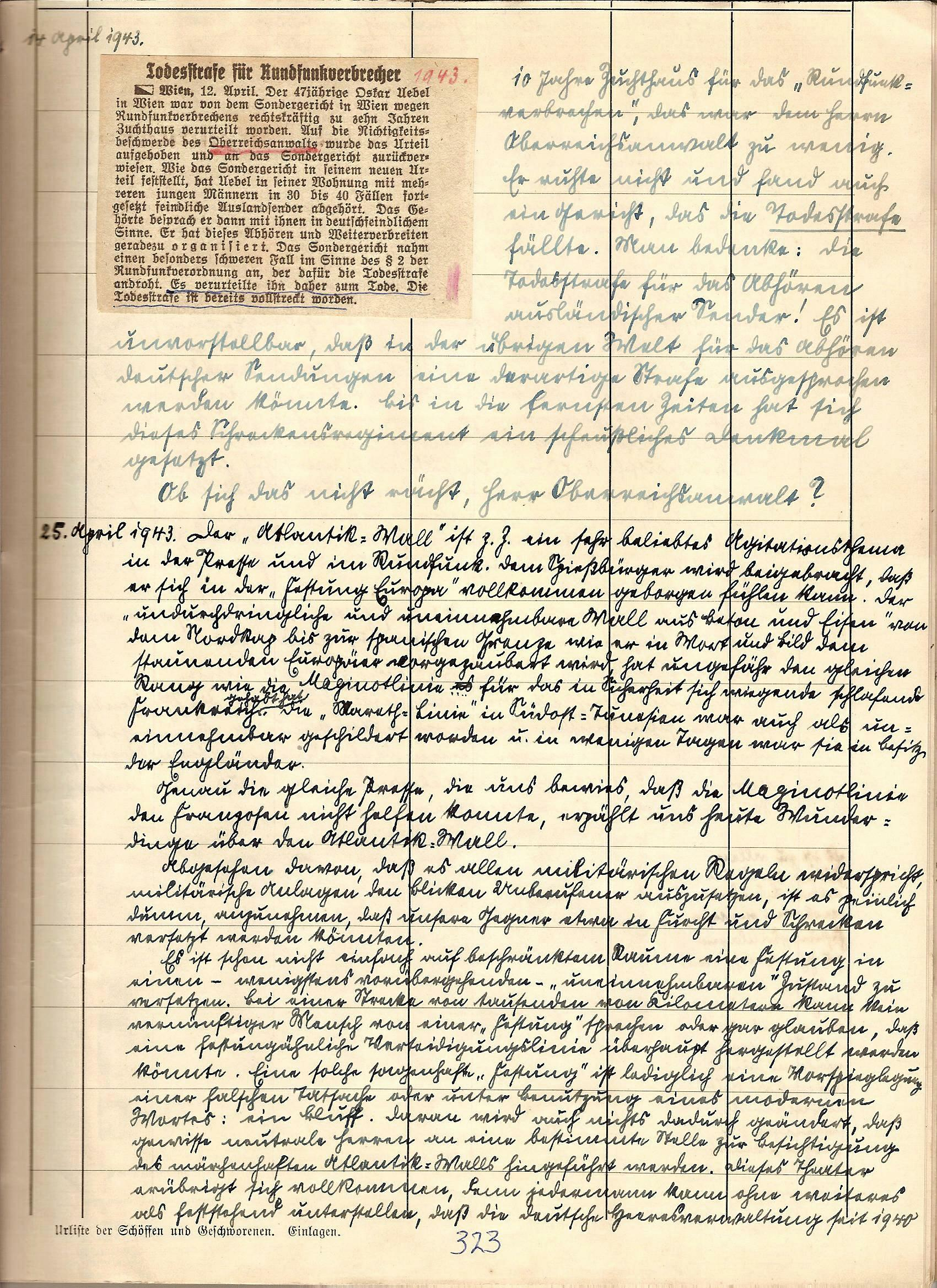
Aus dem Tagebuch von Friedrich Kellner

Ego-Dokumente sind Quellen, in denen Selbstwahrnehmung und Darstellung des historischen Subjekts in seinem Umfeld zum Ausdruck kommen. Dies kann in freiwilliger oder unfreiwilliger Form erfolgen, das heißt, in direkten Texten wie beispielsweise Autobiographien, Tagebüchern und Briefen oder nicht zur Überlieferung geplanten Äußerungen im administrativen Kontext, wie etwa in Strafprozessakten.

## Wortherkunft
Der Ausdruck „Ego-Dokumente“ setzt sich aus den Begriffen Ego und Dokument zusammen. Ego entstammt dem Lateinischen beziehungsweise Griechischen (ἐγὼ) und bedeutet ‚ich‘. Dokument kommt vom lateinischen documentum für Beweis – eigentlich „wodurch man etwas lehren, woraus man etwas schließen kann“. Der aktuelle Duden nennt für das Stichwort „Dokument“ die Einzelbedeutungen „Urkunde, amtliches Schriftstück“, „Beweisstück“ bzw. „Zeugnis“ und „strukturierte, als Einheit erstellte und gespeicherte Menge von Daten“.

## Geschichte des Begriffs
Erstmals trat der Terminus egodocumenten 1958 in der niederländischen Sozialgeschichtsschreibung auf, als der Historiker Jacques Presser egodocumenten als Texte bezeichnete, in denen der Autor „schreibendes und beschreibendes Subjekt“ ist. In den 1980er Jahren knüpfte Rudolf Dekker an Pressers Definition an und präzisierte: Der Autor eines egodocument formuliert sein Handeln und seine Gefühle. Beide Wissenschaftler verwiesen dabei insbesondere auf Autobiographien, Briefe, Memoiren, Reiseberichte und Tagebücher, das heißt freiwillige und vorsätzliche Berichte von Individuen. Diese Begriffsbestimmung entspricht gegenwärtig in etwa dem deutschen Fachausdruck „Selbstzeugnis“.
Im darauf folgenden Jahrzehnt übernahm Winfried Schulze den niederländischen Begriff in die deutsche Geschichtswissenschaft. Grundlegend neu ist seine Erweiterung der „Ego-Dokumente“ um unfreiwillige, unbeabsichtigte Selbstaussagen des Ichs:
„Gemeinsames Kriterium aller Texte, die als Ego-Dokumente bezeichnet werden können, sollte es sein, daß Aussagen oder Aussagepartikel vorliegen, die – wenn auch in rudimentärer und verdeckter Form – über die freiwillige oder erzwungene Selbstwahrnehmung eines Menschen in seiner Familie, seiner Gemeinde, seinem Land oder seiner sozialen Schicht Auskunft geben oder sein Verhältnis zu diesen Systemen und deren Veränderungen reflektieren. Sie sollten individuell-menschliches Verhalten rechtfertigen, Ängste offenbaren, Wissensbestände darlegen, Wertvorstellungen beleuchten, Lebenserfahrungen und -erwartungen widerspiegeln.“
Demnach zählen zur Quellengruppe der Ego-Dokumente nicht nur die klassischen Selbstzeugnisse wie etwa Autobiographien, Briefe, Chroniken, Memoiren, Reiseberichte, Tagebücher, sondern ebenfalls Äußerungen im Schriftgut amtlicher, rechtlicher oder wirtschaftlicher Prozesse wie Anschreibebücher, Bittschriften, Einstellungsbefragungen, Gnadengesuche, Inquisitionsprotokolle, Rechnungsbücher, Steuererhebungen, Testamente, Untertanenbefragungen, Verhörprotokolle, Visitationen, Zeugenbefragungen usw. 

Mark Zuckerberg demonstriert Änderungen im Design des Facebook-Profiles im Jahr 2011. Image by Niall Kennedy.

Die Eigenschaften des Ego-Dokuments erschöpfen sich aber nicht notwendig im Schriftstück. Die jüngere Geschichtswissenschaft verbreitert den Begriff um eine Vielzahl an diversen Medien. Weit verbreitet sind zum Beispiel mit Kamera oder Tonband aufgezeichnete Interviews von Zeitzeugen, wie sie oft in Museen oder Dokumentarfilmen eingesetzt werden. Auch selbstdokumentarische Videos wie Vlogs, Soziale Medien, insbesondere das Profil, virtuelle Bücherregale und sogar Suchanfragen fallen unter den Begriff.
Aus Ego-Dokumenten gewonnene Erkenntnisse nützen unter anderem der mikrohistorischen und mentalitätsgeschichtlichen Erforschung des frühneuzeitlichen Menschen, seiner individuellen Erfahrung und Vorstellung, seinen kulturellen Werten und Praktiken sowie seinem Verhalten und Empfinden, kurz seinem alltäglichen Leben.

## Rolle in der Geschichtswissenschaft
In der Geschichtswissenschaft dienen Ego-Dokumente unter anderem dazu, historisches Wissen in einen breiteren Kontext zu setzen und mit Hintergrundinformationen zu erweitern. Ziel der Geschichtswissenschaftlichen Arbeit ist es also nicht unbedingt, aus subjektiven Aussagen einen Objektiven Sinn zu ziehen. Vielmehr können die Ego-Dokumente auf eine kollektive Wahrnehmung geprüft werden. Auch verdeutlichen sie die Pluralität an Interpretationen und Perspektiven hinsichtlich ein historisches Ereignisses. Ego-Dokumente tragen weitgehend zur Mentalitätsgeschichte, zur Mikrogeschichte und im Fall des Interviews insbesondere auch zur Oral History bei.
Ein großer Gewinn der Definition einer Quellengruppe Ego-Dokumente ist, dass sie Texte einschließt, in denen Auskünfte schriftunkundiger Schichten oder wenig repräsentierter Gruppen erkennbar werden. Zu diesen Gruppen zählen etwa Frauen, Bauern und Arbeiter, die sonst in Schriftquellen wenig vertreten oder nur Teil der Statistik sind.
Die Vermischung von selbst abgefassten und administrativen Schriften zu einer Quellengruppe erschwert den Versuch einer umfassenden Quellenverzeichnung. Dieser wird darüber hinaus durch die seit der Neuzeit kontinuierlich und rapide steigende Anzahl der Texte komplizierter. Unter Berücksichtigung von Metadaten und Nutzerdaten eröffnen sich im digitalen Raum im Zusammenhang mit Big Data und Data-Mining neue Möglichkeiten der Datenverarbeitung. 
Der Terminus „Ego-Dokumente“ beschränkt sich darauf, lediglich assoziativ zu funktionieren. Er dient als „lose Klammer“ für alle Kategorien von Quellen, die Auskünfte über ein „Ich“ offenlegen, anstatt diese zur Vereinfachung der Arbeitsgrundlage präzise und differenziert zu ordnen und somit eine allgemeine Verwendung der Definition zu ermöglichen.
Große Teile der Geschichtswissenschaftler arbeiten daher weiterhin mit dem Fachbegriff „Selbstzeugnis“, infolgedessen die Facetten der unfreiwilligen, notwendiger- bzw. zwangsweise gemachten Selbstaussagen nahezu völlig unentdeckt bleiben.
Einen ersten Schritt in Richtung einer gründlichen Untergliederung der „Ego-Dokumente“ machte Benigna von Krusenstjern im Jahre 1994. Sie ordnete die Selbstzeugnisse als Teilmenge der „Ego-Dokumente“ ein. Wesentliches Kennzeichen der Selbstzeugnisse sei die „Selbstthematisierung durch ein explizites Selbst“, das heißt, dass die Äußerung bewusst und aus eigenem Antrieb geschehen sei.